# Документи Геловіну
Документи Геловіну (англ. Halloween documents) — підбірка, що стосується стратегії Microsoft проти відкритого програмного забезпечення. Містить 11 документів, з яких 5 — внутрішні документи Microsoft, які випадково стали доступні загалу, одне публічне звернення Microsoft, решта — есе, які коментують новини, виступи тощо.
Назва походить від часу підготовки до публікації першого документу (кінець жовтня 1998), та переконання, що документ відображає страх Microsoft перед відкритим програмним забезпеченням. Microsoft підтвердила автентичність цього документу, але стверждувала, що він відображає не стратегію компанії, а одне внутрішнє дослідження. Це твердження суперечить рівню осіб, які, згідно з документом, мають до нього стосунок. Збентеження викликає відмінність між публічним обличчям компанії та картиною згідно з цим документом.